# 멀티드롭 버스
멀티드롭 버스(Multidrop bus, MDB)는 모든 구성 요소가 전기 회로에 연결되는 컴퓨터 버스이다. 중재 프로세스는 어떤 장치가 어느 시점에서든 정보를 보내는지 결정한다. 다른 장치는 수신하려는 데이터를 수신한다.
멀티드롭 버스는 단순성과 확장성의 장점이 있지만 전기적 특성이 다르기 때문에 고주파수나 고대역폭 응용 부문에 상대적으로 부적합하다.

## 컴퓨팅
2000년 이후 PCI 및 병렬 ATA와 같은 멀티드롭 표준은 점차 PCI 익스프레스 및 SATA와 같은 지점간 시스템으로 대체되고 있다. 최신 SDRAM 칩은 전기적 임피던스 불연속성 문제의 예이다. FB-DIMM은 여러 DRAM 모듈을 메모리 컨트롤러에 연결하는 대체 접근 방식이다.

## 같이 보기
- 네트워크 토폴로지
- EIA-485
- 1-Wire
- 개방 컬렉터